# Spartan: Total Warrior
Spartan: Total Warrior — компьютерная игра в жанре action-adventure и Hack and slash, являющаяся спин-оффом игровой серии Total War, разработанная The Creative Assembly и изданная компанией Sega. Релиз игры состоялся на консолях Xbox, PlayStation 2 и GameCube. В игре есть 14 различных уровней, в которых игрок выступает в роли спартанского воина, сражающегося вместе с греками и богом войны Аресом против Римской империи.

## Сюжет
Действие игры разворачивается во времена правления римского императора Тиберия, когда под его властью находится практически вся Греция. Только город Спарта оказывает сопротивление римлянам. Безымянный спартанский воин принимает предложение бога войны Ареса, решившего помочь своему народу.

## Игровой процесс
Spartan Total Warrior является представителем жанра hack and slash. Игрок может применять два основных типа атаки: простую (действует на 1 противника) и сложная (действует по площади вокруг героя, нанося урон всем врагам). Первый вид атаки быстр и наносит наибольший урон, а второй — медленнее, но наносит урон средней величины всем врагам.
С развитием персонажа, он получает доступ к новому оружию, включая обычный меч и щит, боевой лук, улучшенные меч и щит (щит Медузы), двойные мечи (клинки Афины), улучшенный лук, боевой молот и копьё (копьё Ахиллеса). Каждое из этих вооружений имеет преимущества и недостатки. Кроме этого, игрок может использовать силу богов: когда запас магической энергии достигает максимума, можно использовать простую или сложную радиальную атаку, кроме этого, у каждого оружия есть специальная магическая сила. В ходе битвы, у Спартанца накапливается ярость, и он может применять мощные атаки.
Спартанец имеет греческих союзников, помогающих ему в битвах и играющих важную роль в миссиях. Спартанец является их лидером, и возглавляет их в своих миссиях. Битвы происходят в формате крупных схваток со множеством участников.

## Отзывы
| Сводный рейтинг | Сводный рейтинг | Сводный рейтинг | Сводный рейтинг |
| Издание         | Оценка          | Оценка          | Оценка          |
| Издание         | GC              | PS2             | Xbox            |
| --------------- | --------------- | --------------- | --------------- |
| GameRankings    | 73,41 %         | 74,45 %         | 74,09 %         |

Игра в основном получила положительные отклики. IGN оценил игру на 7.9. баллов из 10, охарактеризовав её как «весёлое кровавое путешествие в древний мир».